# Műugrás a 2012. évi nyári olimpiai játékokon
A 2012. évi nyári olimpiai játékokon a műugrásban összesen 8 versenyszámot rendeztek. A műugrás versenyszámait július 29. és augusztus 11. között tartották.

## Eseménynaptár
| S                                         | Selejtezők | E | Elődöntők | D | Döntő |
| De. = Délelőtt, Du. = Délután, Es. = Este |            |   |           |   |       |

| júl./aug.           | 29  | 30  | 31  | 1   | 3   | 4   | 5   | 6   | 7   | 7   | 8   | 9   | 9   | 10  | 11  | 11  |
| Versenyszám ↓       | Du. | Du. | Du. | Du. | Du. | Du. | Es. | Es. | De. | Es. | Es. | De. | Es. | Es. | De. | Es. |
| ------------------- | --- | --- | --- | --- | --- | --- | --- | --- | --- | --- | --- | --- | --- | --- | --- | --- |
| Férfi 3 m egyéni    |     |     |     |     |     |     |     | S   | E   | D   |     |     |     |     |     |     |
| Férfi 10 m egyéni   |     |     |     |     |     |     |     |     |     |     |     |     |     | S   | E   | D   |
| Férfi 3 m szinkron  |     |     |     | D   |     |     |     |     |     |     |     |     |     |     |     |     |
| Férfi 10 m szinkron |     | D   |     |     |     |     |     |     |     |     |     |     |     |     |     |     |
| Női 3 m egyéni      |     |     |     |     | S   | E   | D   |     |     |     |     |     |     |     |     |     |
| Női 10 m egyéni     |     |     |     |     |     |     |     |     |     |     | S   | E   | D   |     |     |     |
| Női 3 m szinkron    | D   |     |     |     |     |     |     |     |     |     |     |     |     |     |     |     |
| Női 10 m szinkron   |     |     | D   |     |     |     |     |     |     |     |     |     |     |     |     |     |

## Éremtáblázat
| A 2012. évi nyári olimpiai játékok éremtáblázata műugrásban | A 2012. évi nyári olimpiai játékok éremtáblázata műugrásban | A 2012. évi nyári olimpiai játékok éremtáblázata műugrásban | A 2012. évi nyári olimpiai játékok éremtáblázata műugrásban | A 2012. évi nyári olimpiai játékok éremtáblázata műugrásban | Olimpia  |
| ----------------------------------------------------------- | ----------------------------------------------------------- | ----------------------------------------------------------- | ----------------------------------------------------------- | ----------------------------------------------------------- | -------- |
|                                                             | Ország                                                      | Arany                                                       | Ezüst                                                       | Bronz                                                       | Összesen |
| 1.                                                          | Kína (CHN)                                                  | 6                                                           | 3                                                           | 1                                                           | 10       |
| 2.                                                          | Egyesült Államok (USA)                                      | 1                                                           | 1                                                           | 2                                                           | 4        |
| 3.                                                          | Oroszország (RUS)                                           | 1                                                           | 1                                                           | 0                                                           | 2        |
|                                                             |                                                             |                                                             |                                                             |                                                             |          |
| 4.                                                          | Mexikó (MEX)                                                | 0                                                           | 2                                                           | 1                                                           | 3        |
| 5.                                                          | Ausztrália (AUS)                                            | 0                                                           | 1                                                           | 0                                                           | 1        |
|                                                             |                                                             |                                                             |                                                             |                                                             |          |
| 6.                                                          | Kanada (CAN)                                                | 0                                                           | 0                                                           | 2                                                           | 2        |
| 7.                                                          | Malajzia (MAS)                                              | 0                                                           | 0                                                           | 1                                                           | 1        |
| 7.                                                          | Nagy-Britannia (GBR)                                        | 0                                                           | 0                                                           | 1                                                           | 1        |
|                                                             |                                                             |                                                             |                                                             |                                                             |          |
| Összesen                                                    | Összesen                                                    | 8                                                           | 8                                                           | 8                                                           | 24       |

## Érmesek

### Férfi
| A 2012. évi nyári olimpiai játékok érmesei férfi műugrásban |                                                                    |        |                                                        |        |                                                       |        |
| Versenyszám                                                 | Arany                                                              | Arany  | Ezüst                                                  | Ezüst  | Bronz                                                 | Bronz  |
| 3 m műugrás                                                 | Ilja Zaharov · Oroszország (RUS)                                   | 555,90 | Csin Kaj (Qin Kai) · Kína (CHN)                        | 541,75 | Ho Csung (He Chong) · Kína (CHN)                      | 524,15 |
| 10 m toronyugrás                                            | David Boudia · Egyesült Államok (USA)                              | 568,65 | Csiu Po (Qiu Bo) · Kína (CHN)                          | 566,85 | Tom Daley · Nagy-Britannia (GBR)                      | 556,95 |
| 3 m szinkronugrás                                           | Kína (CHN) · Lo Jü-tung (Luo Yutong) · Csin Kaj (Qin Kai)          | 477,00 | Oroszország (RUS) · Ilja Zaharov · Jevgenyij Kuznyecov | 459,63 | Egyesült Államok (USA) · Troy Dumais · Kristian Ipsen | 446,70 |
| 10 m szinkronugrás                                          | Kína (CHN) · Cao Jüan (Cao Yuan) · Csang Jen-csüan (Zhang Yanquan) | 486,78 | Mexikó (MEX) · Iván García · Germán Sánchez            | 468,90 | Egyesült Államok (USA) · David Boudia · Nick McCrory  | 463,47 |

### Női
| A 2012. évi nyári olimpiai játékok érmesei női műugrásban |                                                               |        |                                                          |        |                                                   |        |
| Versenyszám                                               | Arany                                                         | Arany  | Ezüst                                                    | Ezüst  | Bronz                                             | Bronz  |
| 3 m műugrás                                               | Vu Min-hszia (Wu Minxia) · Kína (CHN)                         | 414,00 | Ho Ce (He Zi) · Kína (CHN)                               | 379,20 | Laura Sánchez · Mexikó (MEX)                      | 362,40 |
| 10 m toronyugrás                                          | Csen Zso-lin (Chen Ruolin) · Kína (CHN)                       | 422,30 | Brittany Broben · Ausztrália (AUS)                       | 366,50 | Pandelela Rinong · Malajzia (MAS)                 | 359,20 |
| 3 m szinkronugrás                                         | Kína (CHN) · Ho Ce (He Zi) · Vu Min-hszia (Wu Minxia)         | 346,20 | Egyesült Államok (USA) · Kelci Bryant · Abigail Johnston | 321,90 | Kanada (CAN) · Jennifer Abel · Émilie Heymans     | 316,80 |
| 10 m szinkronugrás                                        | Kína (CHN) · Csen Zso-lin (Chen Ruolin) · Vang Hao (Wang Hao) | 368,40 | Mexikó (MEX) · Paola Espinosa · Alejandra Orozco         | 343,32 | Kanada (CAN) · Meaghan Benfeito · Roseline Filion | 337,62 |